# Хобак-юк

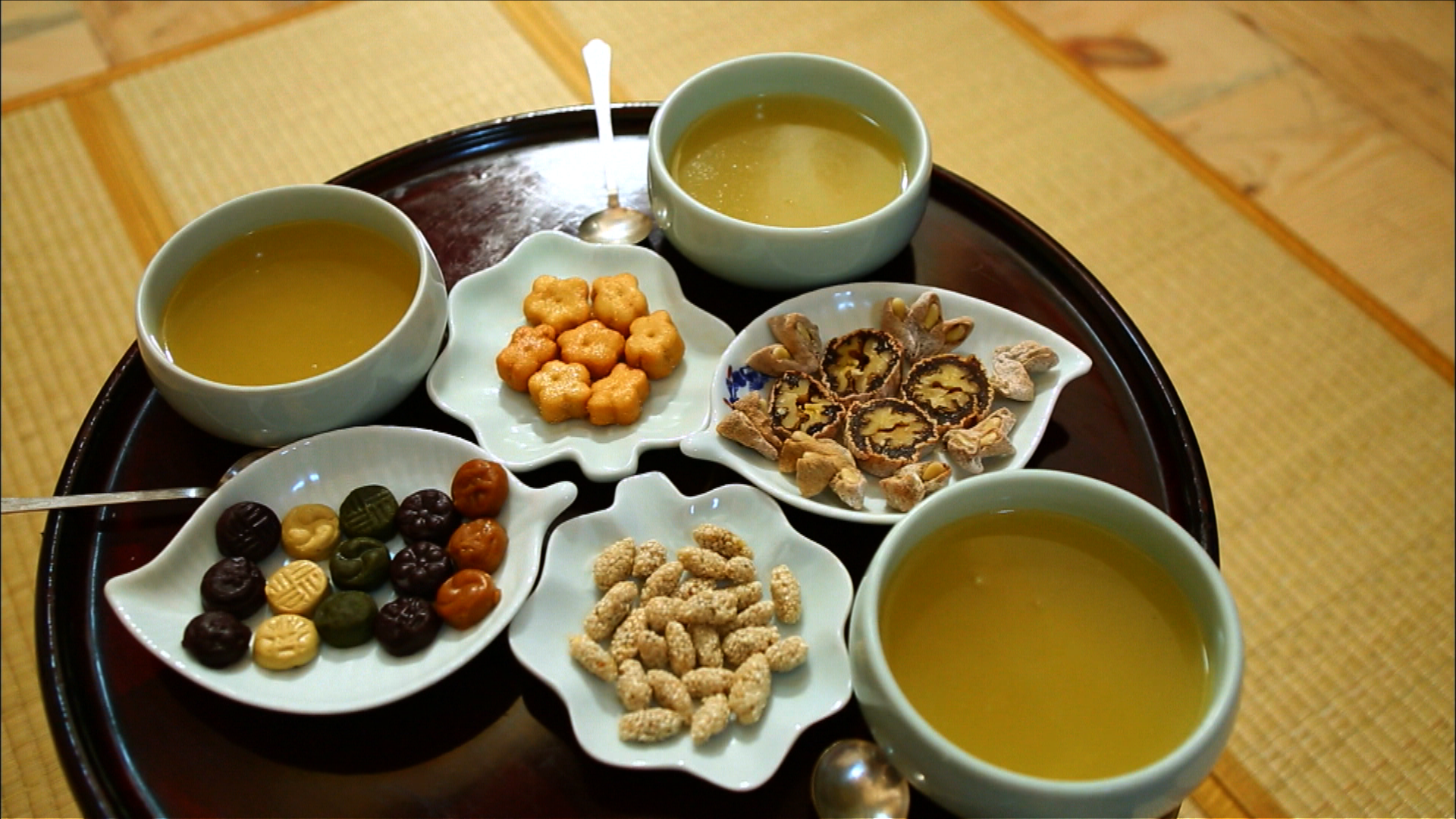
Гарбузова каша Хобак-юк з солодощами

Хобак-юк ( корейська 호박죽 )  – це різновид каші, або конджі, виготовленої з гарбуза та клейкого рисового борошна . Ця страва  використовується в дієтичному харчуванні, її традиційно подають пацієнтам, що одужують, або людям похилого віку

## Приготування
Спочатку треба замочити рис (якщо не використовується борошно) та квасолю (якщо вона сушена). Перед приготування страви замочений рис треба подрібнити у блендері, а квасолю відварити.  Для приготування страви використовуються зимові гарбузи мускатний або кабоча, які промивають, чистять від шкірки,  видаляють насіння та  нарізають шматочками 3-5 см, варять та перетирають у пюре.  Гаряче гарбузове пюре змішують із  рисовим борошном або подрібненим рисом та проварюють, потім додають відварену червону або чорну квасолю,  сіль і за бажанням цукор, та знову проварюють декілька хвилин
Хобак-юк багатий каротином тому є хорошим джерелом вітаміну А . 

## Дивись також
- Гарбузова каша
- Гарбузовий суп